# Chróścina (Brzeg)
Pour les articles homonymes, voir Chróścina.
Chróścina est une localité polonaise du gmina de Lewin Brzeski, située dans le powiat de Brzeg (voïvodie d'Opole).

## Histoire
De 1743 à 1945, Weißdorf fait partie de l'arrondissement de Falkenberg-en-Haute-Silésie dans le district d'Oppeln au sein de la province de Silésie.